# University of the West of Scotland
Die University of the West of Scotland ist eine Universität, die im Westen und Südwesten Schottlands beheimatet ist. Sie hat Standorte in Paisley, Ayr, Hamilton, Dumfries sowie in den Docklands von London.
Die Universität hat ein Angebot von 100 Undergraduate- und Postgraduate-Studiengängen an allen 7 Fakultäten.
In den 2000er Jahren nahm die Anzahl internationaler Studenten stetig zu (z. B. eine 40%ige Zunahme an chinesischen Studenten im akademischen Jahr 2005/06), hauptsächlich wegen Partnerschaften zu ausländischen Universitäten.

## Geschichte
Gegründet wurde sie im Jahre 1897 als Paisley Technical School, seit 1992 war sie als University of Paisley bekannt. Am 1. August 2007 vereinigte sich die University of Paisley mit dem Bell College in Hamilton. Am 30. November 2007 änderte sich der Name in „University of the West of Scotland“ für die vereinigte neue Hochschulinstitution. Seit 2015 hat die Universität einen Campus in London.

## Campus
- Ayr Campus 55° 27′ 36″ N, 4° 37′ 11″ W
- Dumfries Campus 55° 2′ 53″ N, 3° 35′ 22″ W
- Hamilton Campus 55° 46′ 49″ N, 4° 2′ 50″ W
- Paisley Campus 55° 50′ 37″ N, 4° 25′ 45″ W
- Clove Crescent, London